# Oleksandr Porfirovič Arhipenko
Oleksandr Porfirovič Arhipenko (ukr. Олександр Порфирович Архипенко, eng. Alexander Porfyrovych Archipenko); (Ukrajina, Kijev, 30. ožujaka 1887. – SAD, New York, 25. veljače 1964.); je poznati ukrajinski i američki avantgardni umjetnik, kipar i grafički umjetnik. Ujedno ga se smatra jednim od prvih osnivača likovne discipline kubizma u skulpturi.
U razdoblju između 1902. i 1905. Arhipenko je završio Kijevsku umjetničku školu, nakon čega se profesionalno usavršavao pod okriljem kijevskog umjetnika S. Svjatoslavkog.  Godine 1906. zajedno s ukrajinskim umjetnikom Oleksandrom K. Bogomazovim održao je svoju prvu značajnu likovnu izložbu, nakon čega je održao i nekoliko izložbi u Moskvi.
Arhipenko je za života mnogo putovao po cijeloj Europi i potom SAD-u. Godine 1912. je imao prvu osobnu likovnu izložbu u hagenskom muzeju Folkwang, u Njemačkoj. Sljedeće dvije godine podučavao je umjetnost u Parizu, nakon čega je 1914. preselio u francusku Nicu. Godine 1921. je otvorio svoju osobnu Umjetničku školu u Berlinu.
Godine 1923. Arhipenko je preselio u SAD gdje je prihvatio američko državljanstvo i postao vrlo popularan ukrajinsko-američki umjetnik. Generalno je utjecao vrlo snažno na razvoj moderne umjetnosti, koja je uključivala i modernu američku i europsku arhitekturu i dizajn. Njegova djela su između ostalog obilježena i specifičnom umjetničkom dinamikom.

## Vanjske poveznice
- Umjetnička zaklada Arhipenko (eng.)
- Galerija slika Oleksandra Arhipenka (eng.)
- Biografija Oleksandra Arhipenka (eng.)  Arhivirana inačica izvorne stranice od 13. srpnja 2007. (Wayback Machine)